# Порніфікація
Порніфікація — проникнення в культуру елементів секс-індустрії та сексуалізація західної культури, яку іноді називають культурою розпусти. Порніфікація є продуктом широкого поширення порнографії в Інтернеті і впливає на те, як жінок та дівчат, а також чоловіків та хлопців, сприймають у суспільстві.
Порнографія, зокрема використання сексуалізованих зображень жінок, демонструє, «як патріархальна влада діє у сфері репрезентації гендеру». Порніфікація пов'язана з сексуальною об'єктивацією, об'єктивацією, дегуманізацією, мізогінією, расизмом, сексизмом та гендерними стереотипами.

## Історія
Порнографічна література є однією з найперших форм медіа про людську сексуальність. Еротика була формою соціального протесту проти цінностей тогочасної культури. Наприклад, книга «Романс хтивості», написана в кількох томах між 1873 і 1876 роками, описувала гомосексуальність та інцест, коли цінності вікторіанської епохи увічнювали чистоту і невинність. Книга Маркіза де Сада 120 днів Содому (1785), а пізніше фільм на її основі (1976) сприяли популяризації надзвичайно жорстоких сексуальних практик та перверсій.
Найактивніше ж порнографія почала інфільтруватись в основну культуру в другій половині ХХ століття, тепер відому як золота доба порно, з поширенням порнографічних фільмів. Кілька фільмів «золотої доби» посилалися на мейнстримні назви фільмів, зокрема «Аліса у Дивокраї» (1976), «Флеш Гордон» (1974), «Відкриття Місті Бетховен» (1976) і «Крізь Задзеркалля» (1976). 
Порніфікація також фігурує в дискурсах постфемінізму Аріель Леві, Наташі Волтер, Феони Етвуд і Браяна Макнейра.

## Приклади
Бернадетт Бартон, професорка соціології та ґендерних досліджень Університету штату Морхед, наводить як приклад «розпусної культури» слова Дональда Трампа про його ставлення до жінок (зокрема те, що він публічно хвалився сексуальним насильством).
Танці на пілоні стали формою вправи для жінок із передмість, а сексуальні слова потрапляють у повсякденні публічні заяви.
Комерційно успішний фільм «П'ятдесят відтінків сірого», в якому детально описуються сцени садомазохізму та інших сексуальних перверсій, завдяки масштабній рекламній кампанії на основі книги, проданої понад 31 мільйоном екземплярів у світі, став феноменом масової культури, що пропагує БДСМ-практики в широких громадських колах.

## Наслідки порніфікації
У книзі «Жінки в популярній культурі» Маріон Меєрс ілюструє, що на зображення жінок у сучасному суспільстві в першу чергу впливає «поширення порнографії та її гіперсексуалізація жінок і дівчат, а також комерціалізація цих образів для глобального ринку».
Наслідки перегляду фільмів про секс та вчинення сексуального насильства є предметом значних дискусій. Ряд досліджень доводить, що насильство в медіа корелює з більшою жорстокістю глядачів, хоча зв'язок між фільмами та поведінкою глядачів є складним.
Підлітки, які бачили на телебаченні контент надзвичайно сексуального характеру, частіше «поводилися старше» від свого віку.

## Протидія порніфікації
Реклама Carl's Jr. 2016 року, яка зображала легко одягнених жінок та містила непристойну мову, у 2019 році, під впливом руху #MeToo, була замінена підходом, орієнтованим на їжу.